# 约翰·巴勒斯协会

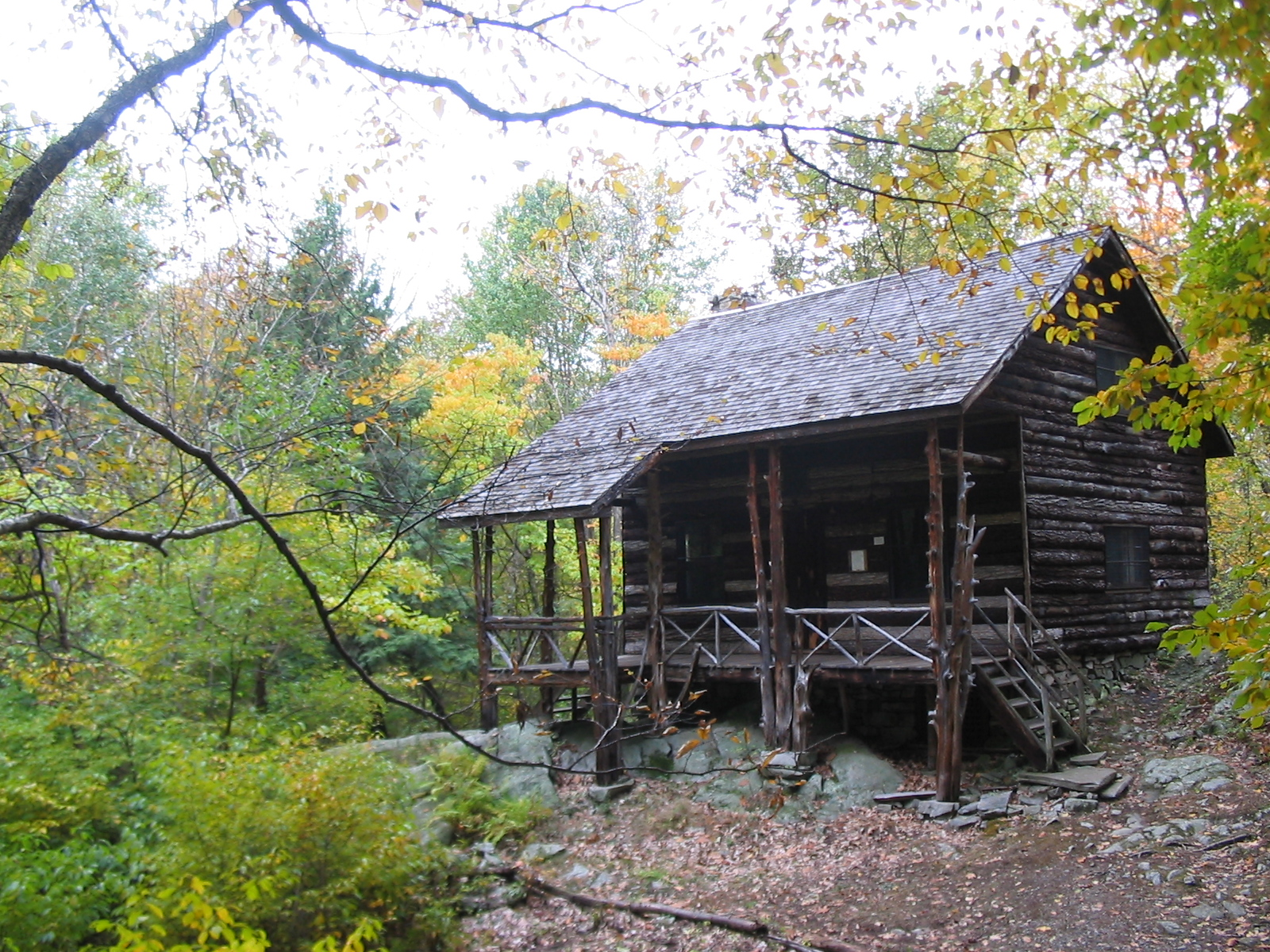
约翰·巴勒斯在纽约州的故居

约翰·巴勒斯协会（英語：John Burroughs Association）是1921年成立的组织，以纪念美国自然作家约翰·巴勒斯（1837-1921），由美國自然史博物館管理，负责约翰·巴勒斯生平遗迹的维护，如建于1895年的列入美国国家历史名胜的约翰·巴勒斯故居。除此之外，协会还负责约翰·巴勒斯奖章的颁发，以鼓励自然写作。